# Nightmare on Elm Street 4
Nightmare on Elm Street 4 (Originaltitel: A Nightmare on Elm Street 4: The Dream Master) ist ein Horrorfilm von 1988 und vierter Teil der Nightmare-Reihe.
In diesem Teil knüpft die Handlung direkt an den Vorgänger an. Die Rolle der Kristen wird allerdings von einer anderen Schauspielerin gespielt. Freddy Krueger agiert mit vielen Sprüchen voll schwarzem Humor. Der Film geht insofern bereits in die Richtung Horror-Komödie.

## Handlung
Kristen führt nun wieder ein ganz gewöhnliches Leben. Sie hat neue Freunde an der Springwood Highschool gefunden und ist mit dem beliebten Jungen Rick zusammen. Dennoch lebt sie in Angst, dass Freddy Krueger zurückkehrt. Ihre Freunde Kincaid und Joey wollen sie beruhigen und ihr klarmachen, dass Freddy endgültig tot ist. Dennoch bleibt sie bei ihrer Meinung – zu Recht, denn Kincaid und Joey sterben eines Nachts auf unerklärliche Weise. Kristen ist klar, dass Freddy wieder auferstanden und sie die Letzte auf seiner Liste ist. Sie beschließt, nicht mehr zu schlafen, doch ihre Mutter mischt beim gemeinsamen Essen ein Schlafmittel ins Getränk ihrer Tochter, da sie sich ernsthafte Sorgen um sie macht. Das stellt sich als großer Fehler heraus, denn Freddy versucht nun, auch sie zu töten. Aus Angst holt sie Ricks Schwester Alice in ihren Traum. Als Freddy Kristen verbrennt, kann sie in letzter Sekunde ihre Fähigkeit, andere Leute in ihre Träume zu holen, an Alice weitergeben.
Das kommt Freddy jedoch wie gerufen, denn da Kristen das letzte Kind der Eltern war, die Freddy einst verbrannten, kann er keine anderen Kinder in ihren Träumen quälen. Er benutzt nun Alice, die andere Kinder in ihre Träume bringt, als Werkzeug, um diese zu töten. Als erstes holt Freddy sich Alice’ Freundin Sheela, die als hochbegabt gilt und als sehr gute Schülerin bekannt ist. Sie stirbt während einer Prüfung an einem seltsamen, tödlichen Asthma-Anfall. Inzwischen verliebt sich Alice in Ricks Klassenkameraden Dan, den sie während der Schicht in der Pizzeria, in der sie arbeitet, kennenlernt. Als Freddy Rick umbringt, ist Alice geschockt, und auch Dan und Alice’ Freundin Debby erkennen, dass etwas nicht mit rechten Dingen zugeht.
Eines Abends geht Alice ins Kino und merkt zu spät, dass sie sich in einem Traum befindet. Debby, die während des Hanteltrainings eingeschlafen ist, wird so in Alice’ Traum geholt. Freddy drückt ihre Hantelstange so weit hinunter, dass ihre Ellenbogen aufreißen. Nachdem ihr Käferarme wachsen, befindet sie sich plötzlich in einer Fliegenfalle. Die Haut auf ihrem Gesicht und ihrem Oberkörper wird abgeschält und sie wird ganz zum Insekt. Alice versucht, sie zusammen mit Dan zu retten. Sie fahren mit Dans Truck zu Debby, aber da sie während der Fahrt einschlafen und träumen, stecken sie auf einmal in einer Zeitschleife fest. So kommen sie zu spät, um Debby zu retten. Plötzlich steht Freddy vor ihnen auf der Straße. Dan will ihn überfahren, aber weil das Auto immer noch in der realen Welt fährt, kommt es dort, während sie im Traum gegen Freddy fahren, zu einem Unfall. Dan wird dabei so schwer verletzt, dass er im Krankenhaus operiert werden muss. Alice kann nicht verhindern, dass die Ärzte Dan ein Betäubungsmittel verabreichen. Dan wird im Traum von Freddy verfolgt, während Alice in der realen Welt bemerkt, dass sie nun die Kraft ihrer toten Freunde hat. Sie macht sich bereit, gegen Freddy anzutreten und nimmt Schlaftabletten ein. Dan wacht inzwischen von seiner Narkose auf, so dass Alice im Kampf gegen Freddy in einer dunklen Kirche auf sich allein gestellt ist. Erst scheint es so, als würde Freddy gewinnen, aber auf einmal steigen Alice’ Kräfte, so dass sie nun den Traum kontrollieren kann. Die Armee aller Seelen, die Freddy getötet hat, schießen aus seinem Körper und zerreißen Freddy. Die Seelen sind nun endlich erlöst und steigen in den Himmel auf.
In der Schlussszene sieht man Alice und Dan, die jetzt zusammen sind, durch den Park laufen. Als sie an einem Wunschbrunnen vorbeikommen, werfen sie eine Münze hinein. Plötzlich erschrickt Alice, da sie Freddys Spiegelbild im Wasser sieht, doch dann ignoriert sie es und geht zusammen mit Dan weiter.

## Trivia
- Als das Produktionsteam der Schauspielerin Patricia Arquette, die im dritten Nightmare-Teil in der Rolle des blonden Mädchens Kristen Parker zu sehen ist, erneut diesen Part für den vierten Teil anbot, lehnte Arquette mit der Begründung ab, fortan tiefgründigere Charaktere spielen zu wollen, obwohl Patricia Arquette das Horror-Genre und das Freddy-Franchise schätze. Stattdessen übernahm die Schauspielerin Tuesday Knight die Rolle der Kristen Parker in Teil 4.
- In einer kleinen Nebenrolle tritt Produzent Robert Shaye als Lehrer auf, der im Schulunterricht die Lehren von Aristoteles in Bezug auf Traum-Theorien behandelt, wird im Abspann aber als L. E. Moko angegeben.
- In einer Szene, in der Debbie Stevens, gespielt von Schauspielerin Brooke Theiss, auf einer Bank liegend sportliche Übungen mit einer Langhantel macht, erscheint Seelenfänger Freddy Krueger und verwandelt Debbie in eine Kakerlake, in der cockroach scene. Ein ähnliches Schicksal widerfährt der Hauptfigur Gregor Samsa in der 1915 erschienenen Erzählung Die Verwandlung von Schriftsteller Franz Kafka, als Gregor Samsa eines Morgens erwacht und erkennt, sich in ein Ungeziefer verwandelt zu haben.

## Synchronisation
Die deutschsprachige Synchronisation entstand bei der Interopa Film GmbH in Berlin. Dialogbuch und Dialogregie lagen in den Händen von Ronald Nitschke. Detlef Bierstedt kehrte nach 2 Filmen, in denen Freddy Krueger von Franjo Marincic (Teil 2) und Tommi Piper  (Teil 3) gesprochen wurde, in die Rolle zurück.
| Rolle                | Schauspieler     | Synchronsprecher       |
| -------------------- | ---------------- | ---------------------- |
| Kristen Parker       | Tuesday Knight   | Katharina Gräfe        |
| Alice Johnson        | Lisa Wilcox      | Dorette Hugo           |
| Alice Johnson (alt)  | Lisa Wilcox      | Marianne Groß          |
| Roland Kincaid       | Ken Sagoes       | Oliver Rohrbeck        |
| Joseph „Joey“ Crusel | Rodney Eastman   | Stefan Krause          |
| Elaine Parker        | Brooke Bundy     | Almut Eggert           |
| Rick Johnson         | Andras Jones     | Matthias Hinze         |
| Dan Jordan           | Danny Hassel     | Sven Hasper            |
| Sheila Kopecky       | Toy Newkirk      | Philine Peters-Arnolds |
| Debbie Stevens       | Brooke Theiss    | Janina Richter         |
| Mr. Dennis Johnson   | Nicholas Mele    | Eberhard Prüter        |
| Mrs. Crusel          | Jacquelyn Masche | Martina Treger         |
| Philosophielehrer    | Robert Shaye     | Hans-Jürgen Wolf       |
| Physiklehrer         | Joie Magidow     | Hans-Jürgen Wolf       |
| Doktor               | Richard Garrison | Joachim von Ulmann     |
| Notarzt              | Jeff Levine      | Ronald Nitschke        |
| Student              | Pat O’Neal       | Ronald Nitschke        |
| Trainer              | John Beckman     | Ronald Nitschke        |
| Freddy Krueger       | Robert Englund   | Detlef Bierstedt       |

## Rezeption

### Kritik
Das Lexikon des internationalen Films schrieb, die „banale Gruselstory“ diene dem Film „als Vorwand für eine waghalsige Gratwanderung zwischen Schocks, unappetitlichen Abscheulichkeiten und ausgiebiger Selbstironie“, dabei halte er „überraschend geschickt das Gleichgewicht“.

### Auszeichnungen (Auswahl)
- Der Film war 1990 in den Kategorien Bester Regisseur, Bester Horrorfilm sowie Bester Nebendarsteller (Robert Englund) für den Saturn Award nominiert.
- 1989 wurde der Film mit einem Young Artist Award in der Kategorie Teenage Choice for Best Horror Motion Picture ausgezeichnet.[4]

### Einspielergebnis
Mit den erzielten Einnahmen von knapp 50 Millionen Dollar war der vierte der erfolgreichste Teil der "klassischen Reihe". Freddy vs. Jason (2003) und die Neuverfilmung des ersten Teils konnten später mehr Einnahmen erzielen.

## Schnittfassungen
Der Film war bis Juli 2015 in seiner Originalfassung in Deutschland indiziert. Daher wurde er für seine Veröffentlichung auf Videokassette um rund 15 Sekunden gekürzt; diese Fassung erhielt wie die ungekürzte von der FSK eine Altersfreigabe ab 18 Jahren, wurde aber ebenfalls indiziert. Im Free-TV lief eine um drei Minuten gekürzte Fassung ebenfalls mit einer FSK-18-Freigabe. Im Juli 2015 wurde die Indizierung aufgehoben. Im September 2020 wurde die ungeschnittene von der FSK neu geprüft und wurde in dieser Fassung ab 18 Jahren freigegeben.